# Adolf Schlaberg
Franz Adolf Schlaberg (* 20. Oktober 1839 in Hildesheim; † 29. April 1933 in Dresden) war ein sächsischer Offizier, Schriftsteller und Chef der Hofhaltung von Adelheid von Schleswig-Holstein.

## Leben

### Herkunft
Schlaberg war Sohn des Konsistorial-Prokurators und Obergerichtsanwalt Schlaberg.

### Karriere
Schlaberg trat 1857 als Kadett in das königlich-hannoversche 6. Infanterie-Regiment in Nienburg an der Weser ein, wo er 1859 nach Beförderung zum Leutnant in das 3. Infanterie-Regiment bei der Garnison Northeim versetzt. Am 1. Dezember 1863 erfolgte seine Beförderung zum Oberleutnant. Er beteiligte sich im selben Jahre an der Bundesexekution gegen die Herzogtümer Holstein und Lauenburg. Nach Ausbruch des Krieges gegen Preußen nahm er an der Schlacht bei Langensalza teil, die zur Erschöpfung und späteren Niederlage der hannoverschen Armee führte. Nach Annexion des Königreich Hannover und Auflösung der Armee trat Schlaberg im April 1867 in das Infanterie-Regiment „König Ludwig III. von Bayern“ (3. Königlich Sächsisches) Nr. 102 der königlich-sächsischen Armee in Neustadt ein. Noch im September 1867 wurde er zum Adjutanten der 2. Infanterie-Brigade. Am 4. März 1870 erfolgte unter Beförderung zum Hauptmann die Ernennung zum Kompaniechef im Infanterie-Regiment „König Georg“ (7. Königlich Sächsisches) Nr. 106 in Chemnitz, wonach er mit diesem Verband am Krieg gegen Frankreich teilnahm mit dem Ritterkreuz I. Klasse des sächsischen Verdienstordens mit Schwertern und dem Eisernen Kreuz II. Klasse ausgezeichnet wurde.
Nach Kriegsende verblieb er zunächst weiterhin in der Armee. Er bildete mit zahlreichen Dresdner Persönlichkeiten ein Komitee für Pferdeausstellung in Dresden, welches sich am 22. Juli 1874 bildete und dem Schlaberg als geschäftsführendes Mitglied, Vorstand im Komitee und zuletzt als Ehrenmitglied angehörte. Die Dresdner Pferdeausstellung fand 1875 das erste Mal statt. Am 16. April 1880 wurde er zum Major befördert, worauf er Bataillonskommandeur des I. Bataillons des 4. Infanterie-Regiment Nr. 103 in Bautzen wurde. Schlaberg wurde am 22. Juni 1885 zur Disposition gestellt und zur Landwehr überführt, wobei er in dieser Eigenschaft als Kommandeur des Landwehr-Bezirks Pirna fungierte. Er erhielt am 22. Januar 1890 den Charakter eines Oberst und schied am 31. Juli 1891 unter Verleihung des Komturkreuz II. Klasse des Albrechtsordens aus dem Heere aus. Er wurde darauf Cavalier im Dienste der Herzogin Adelheid von Schleswig-Holstein und führte gleichzeitig die herzogliche Hofhaltung. Am 20. Mai 1895 wurde er zum Chef der Hofhaltung der Herzogin ernannt. 1892 war er Vorsitzender des Komitees für die Dresdner Pferde-Ausstellung im April desselben Jahres. Anlässlich eines Besuches des sächsischen Hofes beim deutschen Kaiser in Berlin wurde er mit dem preußischen Kronenorden II. Klasse ausgezeichnet. Er war Aufsichtsratsmitglied bei der August Loh Söhne, Actiengesellschaft für Militärausrüstungen in Berlin, wo er im Juli 1900 aber wieder ausschied. Er war später Aufsichtsratsmitglied bei der Plohner Bierbrauerei-Aktiengesellschaft.
Nach Ausbruch des Ersten Weltkrieges stellte sich Schlaberg zur Verfügung und wurde in Anerkennung seiner Eignung als Pferdefachverständiger mehrfach als Pferdeaushebungskommissar verwendet. Dabei wurde er mit der Silbernen Spange von 1914 zum Eisernen Kreuz 1870 ausgezeichnet. 1929 war er nach dem Dienstalter der älteste noch lebende sächsische Offizier.

### Familie
Er heiratete im August 1867 Paula Küster, Tochter eines Domänenpächters, und bekam drei Töchter mit ihr, Hedwig, Marty und Elisabeth.

## Werke
- Die Dame als Reiterin. Parey, 1884
- Die Geschichte der sächsischen Pferdezucht. F. Vollmar, 1888 (Mitwirkung)
- Fahrinstruktion für große und kleine Ställe und zum Gebrauch für jeden Fahrer. Gerhard Stalling, 1889 (Digitalisat)